# Compus de șase prisme pentagonale
În geometrie compusul de șase prisme pentagonale este un compus poliedric uniform realizat dintr-un aranjament simetric chiral de 6 prisme pentagonale, aliniate într-un aranjament cu axele de simetrie de rotație cu cinci poziții ale unui dodecaedru (I).
Are indicele de compus uniform UC34.

## Mărimi asociate

### Coordonate carteziene
Coordonatele carteziene ale vârfurilor acestui compus sunt toate permutările pare ale
{\displaystyle \left(\,\pm \varphi ^{-2},\,0,\,\pm (2-\varphi ^{-1})\,\right)}
{\displaystyle \left(\,\pm 1,\,\pm \varphi ^{-3},\,\pm 1\,\right)}
{\displaystyle \left(\,\pm \varphi ^{-1},\,\pm \varphi ^{-2},\,\pm 2\varphi ^{-1}\,\right)}
unde {\displaystyle \varphi ={\frac {1+{\sqrt {5}}}{2}}} este secțiunea de aur.

### Volum
Următoarea formulă pentru volum V este stabilită pentru lungimea laturilor tuturor poligoanelor (care sunt regulate) a:
{\displaystyle V={\frac {3}{2}}{\sqrt {25+10{\sqrt {5}}}}~a^{3}\approx 10,322864~a^{3}.}

## Poliedre înrudite
Acest compus are în comun aranjamentul vârfurilor cu patru poliedre uniforme, după cum urmează:
| Marele rombicosidodecaedru neconvex | Marele dodecicosidodecaedru       | Marele rombidodecaedru                    |
| Marele dodecaedru trunchiat         | Compus de șase prisme pentagonale | Compus de douăsprezece prisme pentagonale |